# Цибак Дмитро Петрович
Дмитро́ Петро́вич Цибак (1988—2023) — лейтенант збройних сил України, учасник російсько-української війни.

## Життєпис
Народився 25 січня 1988 року у селі Горянка Вознесенського району Миколаївської області. З 1994 до 2005 навчався в Козубівській середній школі.
У 2005 році вступив на навчання до Київського міжнародного університету.
З 2007 по 2009 роки проходив військову кафедру в КНУ імені Т. Г. Шевченка. По закінченні кафедри надано звання молодший лейтенант.
У 2013—2019 роках працював в Южноукраїнському міському відділенні нацполіції в Миколаївській області.
З 28 квітня 2022 року добровільно долучився до військової частини А 2227.
Загинув 7 серпня 2023 року.

## Нагороди та вшанування
- Орден Богдана Хмельницького III ступеня[1].
- Почесний громадянин Южноукраїнська.